# Patrera lauta
Patrera lauta là một loài nhện trong họ Anyphaenidae.
Loài này thuộc chi Patrera. Patrera lauta được Arthur Merton Chickering miêu tả năm 1940.